# Школа за дизајн „Богдан Шупут” Нови Сад
 Школа за дизајн „Богдан Шупут” (колоквијално Уметничка школа) је државна средња школа у Новом Саду. Намењена је образовању кадрова дизајнерске струке у области графике, ентеријера, текстила и амбалаже као и ликовног техничара. Назив носи по српском сликару Богдану Шупуту.

## Историјат
Средња стручна школа за дизајн „Богдан Шупут” у Новом Саду основана је 1948. године као Школа за примењену уметност. Током година, неколико пута је мењала локацију и назив, а од 1983. пресељена је на садашњу адресу у просторије дотадашње основне школе и стиче садашњи назив Школа за дизајн „Богдан Шупут”.
Након тоталне реконструкције такозваних Павиљона у оквиру школе, изграђена је „Топла веза”, изложбени и радни простор за ученике и професоре школе. Последњих година школа је потпуно обновила сву техничку опрему, тако да ученици сада имају изузетне услове за рад, најбоље међу школама тог типа у Србији.
Ученицима је на располагању школска библиотека и мадијатека где могу да употпуне своје трагалаштво за знањем и да богате сопствени ликовни израз. Циљ свих одсека је да се ученици креативно и отворено усмере да упознају историју уметности, визуелно обликовање, поруке истраживањем модерног дизајна и оглашавања (на Одсеку за графички дизајн); идејна решења и рад у мултидисциплинарним тимовима (на Одсеку за дизајн ентеријера); ликовно образовање на пољу ликовне визуелне културе изражавајући се у различитим техникама и изналазећи властити израз и визуелни идентитет (на Одсеку за ликовног техничара).
Школа сваке године организује матурске изложбе ученика, учествује на сајмовима из области струке, различитим конкурсима и такмичењима.

## Образовни профили
Сви образовни профили трајања су од четири године:
- Дизајн амбалаже
- Дизајн ентеријера
- Дизајн графике
- Ликовни техничар
- Дизајн текстила